# 英國友好城市或姐妹城市列表
以下為英國城市與各個城市結為友好城市或姐妹城市之列表。通常他們會被稱為「友好城市」（通常在歐洲）或者「姐妹城市」（通常在其他地方）。儘管大部分包括的地方為城鎮，但該列表還包括具有相似聯繫的村、市、區和郡。

## 北愛爾蘭
安特里姆與紐頓阿比區
- 德國多斯滕
- 美國吉爾伯特
- 波蘭雷布尼克

阿茲和北唐區
- 美國維珍尼亞海灘

阿馬
- 保加利亞拉茲格勒

巴利米納
- 直布羅陀
- 美國莫爾黑德

巴利馬尼
- 曼島道格拉斯
- 法國旺沃

班布里奇
- 法國圖夫爾河畔呂埃勒

班戈
- 奧地利布雷根茨
- 美國維珍尼亞海灘

貝爾法斯特
- 美國波士頓
- 中國合肥市
- 美國纳什维尔
- 中國瀋陽市

卡里克弗格斯
- 美國安德森
- 美國丹維爾
- 美國傑克遜
- 美國朴茨茅斯
- 波蘭魯達希隆斯卡

科爾雷因
- 法國永河畔拉羅什

庫克斯敦
- 法國普萊蘭[11]
- 波蘭格米納弗龍基（英语：Gmina Wronki）[12]

克雷加文
- 美國拉格蘭奇

唐帕特里克
- 法國伯宗

德羅莫爾
- 美國德魯莫爾鎮區（英语：Drumore Township, Lancaster County, Pennsylvania）

恩尼斯基林已終止所有其他友好城市的連結。
拉恩
- 美國三葉草

利馬瓦迪
- 法國塞納河畔維尼厄
- 愛爾蘭韋斯特波特（英语：Westport, County Mayo）

莫伊爾區
- 愛爾蘭巴利納斯洛（英语：Ballinasloe）
- 巴勒斯坦加薩
- 法國普里耶爾

紐卡斯爾
- 愛爾蘭新羅斯（英语：New Ross）

紐里、莫恩和唐
- 美國阿伯丁（英语：Aberdeen, North Carolina）
- 愛爾蘭克萊爾郡[19]
- 美國派恩赫斯特（英语：Pinehurst, North Carolina）
- 美國蘇瀑[20]
- 美國南派恩斯

紐敦納茲
- 芬蘭凱米

奧馬已終止所有其他友好城市的連結。
拉思弗里蘭
- 加拿大阿姆斯特朗

## 外部連結
- Extensive list of UK twin towns from the Dorset Twinning Association.
- North West Twinning Federation （页面存档备份，存于） The Federation of Twin Towns and International Friendship Links for North West England and North Wales
- List of British Towns twinned with French Towns （页面存档备份，存于）